# Franz Krommer
Franz Vincenz Krommer (František Vincenc Kramář), né le 27 novembre 1759 à Kamenice (margraviat de Moravie) et mort le 8 janvier 1831 à Vienne, est un compositeur morave de langue allemande.

## Biographie
De 1773 à 1776, il étudie le violon et l'orgue avec son oncle Antonín Mátyás Kramář à Turán, où il devient également organiste en 1777. En 1785, il rejoint Vienne en tant que violoniste au sein de l'orchestre du duc de Styrum, à Simontornya en Hongrie.
En 1790, Krommer est nommé maître de chapelle à la cathédrale de Pécs en Hongrie. Il retourne à Vienne en 1795, avant de devenir maître de chapelle du duc Ignaz Fuchs en 1798. En 1813, il succède à Leopold Kozeluch à la charge prestigieuse de compositeur de la Cour impériale d'Autriche.
Il reste l'un des compositeurs germaniques les plus importants de la période classique avec Joseph Haydn, Wolfgang Amadeus Mozart, Karl Ditters von Dittersdorf, Christoph Willibald Gluck et Carl Philipp Emanuel Bach.

## Œuvres
Il a tout d'abord été réalisé un catalogue pour Ignaz Pleyel par Rita Benton (Ben). De nos jours, on emploie plutôt celui fait par Karel Padrta (P).
Krommer est un compositeur très prolifique, avec environ 300 œuvres. De son vivant 110 numéros d'opus ont paru. Il est l'auteur d'au moins neuf symphonies, de nombreux concertos, de musique de chambre pour vents et de 70 quatuors à cordes.

### Symphonies
- Symphonie no 1 en fa majeur (opus 12, P I:1, publié vers 1798 par Andre[4])
- Symphonie no 2 en ré majeur (opus 40, P I:2[4])
- Symphonie no 3 en ré majeur (opus 62, P I:3, 1807, republiée en 2006 par Ries & Erler. L'ancienne édition André est à la Librairie du Congrés - Grande sinfonie pour 2 violons, flûte, 2 hautbois, 2 clarinettes, 2 bassons, 2 cors, 2 trompettes, timbales, alto & basse...[5])
- Symphonie no 4 en ut mineur (opus 102, P I:4, 1819–20)[6]
- Symphonie no 5 en mi bémol majeur (opus 105, P 1:5, 1821, publiée en 1815 par Andre à Offenbach-sur-le-Main)[7],[5],[4],[8],[6])
- Symphonie no 6 en ré majeur (P I:6, 1823)[8],[6]
- Symphonie no 7 en sol mineur (P I:7, 1824)[6],[8]
- Symphonie no 8 (P I:8, perdue)[8]
- Symphonie no 9 en ut majeur (P I:9, 1830)[6],[8]
- Sinfonia Pastorallis en ut majeur (P I:C1)
- Symphonie en ré majeur (P I:D1)
- Sinfonia Pastorallis en ré majeur (P I:D2, perdue)

### Concertos
- Concertino pour flûte, hautbois, violon, cor et orchestre en ut majeur (opus 18, P II:1)[7],[9]
- Concertino pour flûte, hautbois et violon en fa majeur (opus 38, P II:2)[7]
- Concertino pour flûte, hautbois, violon et orchestre en sol majeur (opus 39, P II:3)[10]
- Concertino pour flûte, hautbois et orchestre en ut majeur (opus 65, P II:4)[11]
- Concertino (Sinfonia concertante) pour flûte, clarinette, violon et orchestre en mi bémol majeur (opus 70, P II:5)
- Concertino (Sinfonia concertante) pour flûte, clarinette, violon et orchestre en ré majeur (opus 80, P II:6)[9]
- Concerto pour violon en la majeur (opus 20, P III: 1)
- Concerto pour flûte en sol majeur (opus 30, P III:2[4], réédition en 2004 pour flûte et piano publiée à Francfort par Zimmermann)[10]
- Concerto pour 2 clarinettes en mi bémol majeur (opus 35, P III:3)
- Concerto pour clarinette en mi bémol majeur (opus 36, P III:4, publié à Offenbach-sur-le-Main par André vers 1820)[7]
- Concerto pour hautbois en fa majeur (opus 37, P III: 5, 1805)[9]
- Concerto pour violon en si bémol majeur (opus 41, P III:6)
- Concerto pour violon en mi majeur (opus 42, P III:7)
- Quatrième concerto pour violon en fa majeur (opus 43, P III:8)[12]
- Cinquième concerto pour violon et orchestre en ré majeur (opus 44, P III:9; il existe aussi une version pour flûte publié en 1830 (P III:10))[7]
- Concerto pour hautbois en fa majeur (opus 52, P III:11)
- Concerto pour clarinette en mi bémol majeur (opus 52, P III:12[7])
- Concerto pour violon en ré mineur (opus 61, P III:13)[7],[13]
- Concerto pour violon en ré majeur (opus 64, P III:14)
- Concerto pour violon en mi mineur (opus 81, P III:15[12])
- Concerto pour flûte et orchestre en mi mineur (opus 86, P III:16, arrangé par Joseph Küffner en un concerto pour clarinette (P III:17))[14]
- Concerto pour 2 clarinettes et orchestre en mi bémol majeur (opus 91, P III:18[11], vers 1815)
- Concerto pour violon en ut majeur (P III:C1)
- Concerto pour flûte en ré mineur (P III:d1)
- Concertino pour clarinette en mi bémol majeur (P III:Es1)
- Concerto pour violon en fa majeur (P III:F1)
- Concerto pour violon en fa majeur (P III:F2)
- Concerto pour violon en sol majeur (P III:G1)
- Concerto pour violon en fa (édité à partir d'un manuscrit de l'Archiepiscopal Archive à Kroměříž, suivant la Kunzelmann edition.)

### Ensemble à vents
- 3 partitas (opus 45, P IV:1-3, republié par Döblinger en 1999)[5]) :
  - en si bémol majeur, pour bois, 2 cors et trompette
  - en mi bémol majeur, pour 2 hautbois, 2 clarinettes, 2 cors, trompette, 2 bassons et contrebasson
  - en si bémol majeur, pour 2 hautbois, 2 clarinettes, trompette, 2 cors, 2 bassons et contrebasson
- Partita pour octuor à vent en fa majeur (opus 57, P IV:4)
- Partita pour octuor en si bémol majeur (opus 67, P IV:5)
- Partita pour 2 hautbois, 2 clarinettes, 2 bassons, cor et contrebasson en mi bémol majeur (opus 69, P IV:6)
- Partita pour vents en mi bémol majeur (opus 71, P IV:7)
- Partita pour vents en fa majeur (opus 73, P IV:8)
- Partita pour vents en ut majeur (opus 76, P IV:9)
- Partita pour vents en fa majeur (opus 77, P IV:10)
- Partita pour vents en si bémol majeur (opus 78, P IV:11[11])
- Partita pour 2 hautbois, 2 clarinettes, 2 cors, 2 bassons et contrebasson en mi bémol majeur (opus 79, P IV:12)[15])
- Partita (Harmonie pour vents) en fa majeur (opus 83, P IV:13)
- P IV:14 - Partita en ut mineur pour 2 clarinettes, 2 cors et 2 bassons[11]
- Partita en mi bémol majeur "La Chasse" (P IV:15)
- Sérénade no 7 en mi bémol majeur (P IV:16)
- Sérénade no 3 en mi bémol majeur (P IV:17)
- Partita en mi bémol majeur (P IV:18)
- Partita en mi bémol majeur (P IV:19)
- P IV:20 - Sérénade no 1 en mi bémol majeur
- P IV:21 - Parthia no 2 en mi bémol majeur
- Partita en mi bémol majeur (P IV:22)
- Partita en mi bémol majeur (P IV:23)
- Partita en mi bémol majeur (P IV:24)
- P IV:25 - Sérénade no 5 en mi bémol majeur
- P IV:26 - Sérénade no 6 en mi bémol majeur
- Partita en mi bémol majeur (P IV:27)
- P IV:28 - Variations pour sextuor à vent en mi bémol majeur
- P IV:29 - Symphonie pour vents en fa majeur
- Partita en si bémol majeur (P IV:30)
- Partita en si bémol majeur (P IV:31)
- Partita en si bémol majeur (P IV:32)
- P IV:33 - Sérénade no 4 en si bémol majeur
- P IV:34 - Parthia no 1 en si bémol majeur
- P IV:35 - Parthia no 3 en si bémol majeur
- P IV:36 - Parthia no 4 en si bémol majeur
- P IV:37 - Parthia no 5 en si bémol majeur
- P IV:38 - Parthia no 6 en si bémol majeur
- P IV:39 - Parthia no 8 en si bémol majeur
- P IV:40 - Parthia no 7 en si bémol majeur
- Partita en si bémol majeur (P IV:41)
- Partita en si bémol majeur (P IV:42)
- Partita en si bémol majeur (P IV:43)
- P IV:44 - Sérénade no 8 en si bémol majeur
- P IV:Es1 - Partita en mi bémol majeur "Corni soli"
- P IV:Es2 - Sextette pastoral en mi bémol majeur
- P IV:Es3 - Sérénade II en mi bémol majeur
- P IV:Es4 - Sérénade III en mi bémol majeur
- P IV:Es5 - Sérénade IV en mi bémol majeur
- Partita en mi bémol majeur (P IV:Es6)
- Partita en fa majeur (P IV:F1)

### Marches et danses
- P V:1 - Marches pour bois, deux cors et trompette (opus 31)
- P V:2 - Marches Op. 60
- P V:3 - Marche Op. 82 (perdu)
- P V:4 - Marches Op. 97 (perdu)
- P V:5 - Marches Op. 98
- P V:6 - Marches Op. 99 (perdu)
- P V:7 - Marche Op. 100 en fa majeur
- Marches (P V: 8)
- P V:9 - Marche "Gott erhalte Franz der Kaiser" en mi bémol majeur
- Marches (P V:10)
- Ländler pour vents (P V:B1)
- Marches (P V:C1)

### Quintettes à cordes
- 3 quintettes à cordes (en si bémol majeur, mi bémol majeur et sol majeur, opus 8, P VI:1-3)[7],[5],[16],[4]
- 3 quintettes à cordes avec deux altos (en fa majeur, ut mineur et ré majeur, opus 11, P VI:4-6, publié par Andre en ou avant 1798)[16],[4]
- Quintette à cordes Op. 18 en ut majeur (opus 18, P VI:7)
- 6 quintettes à cordes (deux altos) (en ut majeur, fa majeur, mi bémol majeur, la majeur majeur, fa mineur et si bémol majeur, opus 25, P VI:8-13)[16],[4]
- Quintette à cordes en ré majeur (opus 62, P VI:14)
- Quintette à cordes avec deux altos en mi bémol majeur (opus 70, P VI:15)[5],[4]
- Quintette à cordes en ré majeur (opus 80, P VI:16[17])
- 3 quintettes à cordes (en mi bémol majeur, ré mineur et ut majeur, opus 88, P VI:17-19, publiés vers 1810 à Vienne (magasin de l'imprimerie chimique))[5]
- 3 quintettes à cordes (en si bémol majeur, ré mineur et sol majeur, opus 100, P VI:20-22[5])
- Quintette à cordes en ut mineur (opus 102, P VI:23)
- 3 quintettes à cordes (en fa majeur, mi bémol majeur et ut majeur, opus 106, P VI:24-26[5])
- 3 quintettes à cordes (2 violons, 2 altos, violoncelle) (en ut majeur, la majeur et mi bémol majeur, opus 107, P VI:27-29) (Offenbach-sur-le-Main, Andre, vers 1825[5])
- 6 quintettes à cordes sans numéro d'opus : 1 en ré majeur ("La Chasse", P VI:30) 3 en mi bémol majeur (P VI:31-33), 1 en sol majeur (P VI:34) et 1 un en si bémol majeur (P VI:35)

### Quintettes avec instruments à vent
- Quintette avec flûte en ut majeur (opus 25, P VII:1)
- Quintette pour flûte, violon, 2 altos et violoncelle en ré majeur (opus 49, P VII:2, publié par Bureau d'Arts et d'Industrie de Vienne dans les années 1800) (à la NKC library en République tchèque. Enregistré sous le  label Edit, 1996.)[16]
- Quintette pour flûte, violon, deux altos et violoncelle en mi mineur (opus 55, P VII:3, composé en 1797 ou 1805)[5]
- Quintette pour flûte, violon, deux altos et violoncelle en ut majeur (opus 58, P VII:4)[12]
- Quintette pour flûte, violon, deux altos et violoncelle en ut majeur (opus 63, P VII:5, publié par Sieber à Paris entre 1799 et 1813, republié en 2000)
- Quintette pour flûte (ou violon), violon, deux altos, et violoncelle en mi bémol majeur (opus 66, P VII:6, vers 1809, Vienne: magasin de l'imprimerie chimique)[5]
- Quintette pour flûte et cordes en ré majeur (opus 91)
- Quintette pour flûte et cordes en ré mineur (opus 92, P VII:7[5], publié par Haslinger vers 1820)[18]
- Quintette pour clarinette, violon, deux altos et violoncelle en si bémol majeur (opus 95, P VII:8, 1817)[7],[19]
- Quintette (no 6) pour flûte et cordes en sol majeur (opus 101, P VII:9, publié par Haslinger vers 1790)[7]
- Quintette avec flûte no 7 pour flûte, violon, 2 altos et violoncelle en mi bémol majeur (opus 104, P VII:10, publié par Steiner à Vienne)[7],[5])
- Quintette no 8 pour flûte et quatuor à cordes en sol majeur (opus 109, P VII:11, publié dans les années 1820 à Vienne par Tobias Haslinger)[11]
- Quintette avec hautbois en ut majeur (P VII:12)
- Quintette avec hautbois en mi bémol majeur (P VII:13)
- Quintette avec flûte en sol majeur (P VII:14)
- Quintette avec hautbois en mi bémol majeur (Rosinack, P VII:15)
- Quintette avec hautbois en si bémol majeur (Rosinack, P VII:16)
- Alla polacca pour quintette avec flûte en fa majeur (P VII:17)

### Quatuors à cordes
Plus de soixante-dix quatuors à cordes :
- 3 quatuors à cordes (en si bémol majeur, en sol majeur et en mi bémol majeur) (opus 1, P VIII:1-3, Offenbach-sur-le-Main, André, vers 1780[7])
- 3 quatuors à cordes (en ut majeur, en la majeur et en ré majeur) (opus 3, P VIII:4-6, publié vers 1794 par André[16])
- 3 quatuors à cordes (en sol majeur, en mi bémol majeur et en si bémol majeur) (opus 4, P VIII:7-9, publié en 1794 par André[14])
- 3 quatuors à cordes (en mi bémol majeur, en fa majeur et en si bémol majeur) (opus 5, P VIII:10-12[5],[9])
- 3 quatuors à cordes (en ut majeur, en mi mineur et en la majeur) (opus 7, P VIII:13-15, publié par Andre vers 1797)[14]
- 3 quatuors à cordes (en fa majeur, en si bémol majeur et en sol majeur) (opus 10, P VIII:16-18)[7]
- 3 quatuors à cordes (en mi bémol majeur, en fa majeur et en ut majeur, opus 16, P VIII:19-21, publié à Vienne par Artaria vers 1800)[7],[5]
- 3 quatuors à cordes (en ré majeur, en la majeur et en mi bémol majeur) (opus 18, P VIII:22-24, nouvelle édition Adliswil ; Lottstetten : Édition Albert J. Kunzelmann, c 2000)[4],[10]
- 3 quatuors à cordes (en ut majeur, en fa majeur et en si bémol majeur) (opus 19, P VIII:25-27)[5]
- 3 quatuors à cordes, en ut, fa et si bémol (opus 20, composés en association par Krommer et Barrière.Krommer a composé trois mouvements de deux des quatuors.)[16],[11]
- Quatuor à cordes en mi bémol majeur (opus 21, P VIII:28)
- Quatuor à cordes en sol majeur (opus 23, P VIII:29, publié par N. Simrock à Bonn en 1802)[4]
- 3 quatuors à cordes (en ré majeur, en mi bémol majeur et en sol mineur) (opus 24, P VIII:30-32, publiés à Vienne)[12]
- 3 quatuors à cordes (en ut majeur, en fa majeur et en la majeur) (opus 26, P VIII:33-35[5], publiés par Simrock vers 1803)
- 3 quatuors à cordes (en sol majeur, en ré mineur et en si bémol majeur, opus 34, P VIII:36-38)[5],[4]
- 3 quatuors à cordes (en mi bémol majeur, en ut majeur et en ré majeur) (opus 48, P VIII:39-41)[5]
- 3 quatuors à cordes (en fa majeur, en si bémol majeur et en la majeur) (opus 50, P VIII:42-44[5], le manuscrit du no 3 est à la Pierpont Morgan Library[20])
- 3 quatuors à cordes (en mi bémol majeur, la majeur et ut majeur, opus 53, P VIII:45-47, première publication 1804 à Vienne par Cappi)[5]
- 3 quatuors à cordes (en fa majeur, ré majeur et si bémol majeur, opus 54, P VIII:48-50, publiés en 1805[5])
- 3 quatuors à cordes (en si bémol majeur, ré majeur et sol majeur, opus 56, P VIII:51-53)[5]
- 3 quatuors à cordes (opus 64, publiés par Pleyel en 1803 ou 1804[4])
- 3 quatuors à cordes (en fa mineur, ut majeur et la majeur, opus 68, P VIII:54-56, vers 1809 à Vienne (magasin de l'imprimerie chimique))[5]
- 3 quatuors à cordes (en ut majeur, mi majeur et la bémol majeur, opus 72, P VIII:57-59, publiés vers 1810 à Vienne (magasin de l'imprimerie chimique). Les numéros 1 et 3 ont  été publiés par Theo Wyatt en 1996[5].)
- 3 quatuors à cordes (en si bémol majeur, sol majeur et ré mineur, opus 74, P VIII:60-62, publiés vers 1810 à Vienne (magasin de l'imprimerie chimique)[5])
- 3 quatuors à cordes (en fa majeur, si bémol majeur et ré majeur, opus 85, P VIII:63-65, publié en 1809)[5]
- 3 danses hongroises (opus 89, P VIII:66)
- 3 quatuors à cordes (en mi bémol majeur, ut majeur et si bémol majeur, opus 90, P VIII:67-69, vers 1813 à Vienne (magasin de l'imprimerie chimique)[7],[5]
- 3 quatuors à cordes (en ré majeur, si bémol majeur et sol majeur, opus 92, P VIII:70-72, publiés à Milan par Ricordi en 1816)[5]
- 3 quatuors à cordes (en sol majeur, ut majeur et la mineur, opus 103, P VIII:73-75) (Vienne: Steiner vers 1821)[5]
- P VIII:76 - 12 Valses pour quatuor à cordes
- P VIII:77 - Allegretto pour quatuor à cordes en la majeur
- P VIII:78 - Quatuor à cordes en ut majeur
- P VIII:F1 - Quatuor à cordes en fa majeur
- 3 quatuors à cordes, en ré majeur, si mineur et sol majeur, opus 99 [12]

### Quatuor avec un instrument à vent ou à clavier
- Quatuor pour flûte, violon, alto et violoncelle en ré majeur (opus 13, P IX:1, ca. 1797)[5]
- Quatuor pour flûte et cordes en fa majeur (opus 17, P IX:2)[11]
- 2 quatuors pour clarinette et cordes (no 1 en si bémol et no 2 en mi bémol, P IX:3-4, publiés par Andre en 1819.)[9],[17]
- P IX:5 - Quatuor pour clarinette, violon, alto et violoncelle en mi bémol majeur (opus 69, écrit vers 1808 et publié à Bonn par N. Simrock aussi vers 1808)[5]
- Quatuor avec flûte en sol majeur (opus 23, P IX:6)[16]
- Quatuor pour flûte, violon, alto et basse en ut majeur (opus 30, P IX:7[4],[11], publié par Artaria dans les années 1810)
- 2 quatuors pour basson, deux altos et violoncelle (en si bémol et en mi bémol, opus 46, P IX:8-9[11])
- Variations pour flûte, violon, alto et violoncelle sur "O, du lieber Augustin" (un chant populaire bohémien) en ré majeur (opus 59, P IX:10)[9],[10]
- P IX:11 - Quatuor pour flûte, violon, alto et violoncelle en ré majeur (opus 75)[7]
- P IX:12 - Quatuor pour clarinette, violon, alto et violoncelle en ré majeur (opus 82, publié par Andre vers 1814)[9]
- P IX:13 - Quatuor pour clarinette et cordes Op. 83 en si bémol majeur (opus 83, publié par Andre vers 1816.)[9]
- Quatuor pour flûte, violon, alto et violoncelle en fa majeur (opus 89, P IX:14[14], Offenbach-sur-le-Main, publié par J. Andre en 1816)[21]
- Quatuor avec flûte Op. 90 en ut majeur (opus 90, P IX:15)
- Op. 90 Quatuor pour clarinette et cordes en ut majeur (1820) [10]
- P IX:16 - Quatuor pour flûte et cordes en sol majeur (opus 92)[7]
- Quatuor pour flûte et cordes en ré majeur (opus 93, P IX:17, publié par André en 1819)[14]
- P IX:18 - Quatuor pour flûte et cordes Op. 94 en ut majeur[10]
- P IX:19 - Quatuor pour flûte, violon, alto et violoncelle en ré majeur* (opus 97, Offenbach-sur-le-Main, Andre, vers 1800?)[7]
- Quatuor pour flûte et trio à cordes en sol (opus 98[11])
- P IX:20 - Quatuor avec flûte en ut majeur
- P IX:21 - Quatuor de hautbois en ut majeur
- P IX:22 - Quatuor de hautbois en fa majeur
- P IX:B1 - Quatuor avec clarinette en si bémol majeur
- P IX:D1 - Variations pour quatuor avec flûte en ré majeur
- Quatuor avec flûte en mi mineur (P IX:e1)
- Quatuor pour piano et cordes en mi bémol majeur (opus 95, P X:1, publié 1817)[5],[4],[22]
- Quatuor pour flûte et cordes en ut majeur (opus 96, publié par André vers 1819)[11]

### Trios
- Trio à cordes (Divertimento) en fa majeur (opus 96, P XI:1, 1818, enregistré en 1999)[5],[17],[23]
- Variations pour trio à cordes en ré majeur (P XI:D1, publié en 1993 par Metronome Édition, Prague)[17]
- 13 pièces pour 2 clarinettes et alto (ou trois clarinettes) (opus 47, P XII:1)[9]
- Sonate pour 2 hautbois et cor anglais en fa majeur (P XII:2)
- Variations sur un thème de Pleyel pour 2 hautbois et cor anglais en fa majeur (P XII:3, Ben 338)
- Trio pour piano, alto et violoncelle en fa majeur (opus 32, P XIII:1)[4]
- "Sonate" pour piano, alto et violoncelle en fa (opus 34)[5],[4]
- Trio avec piano en mi bémol majeur (opus 84, P XIII:2, Vienne (magasin de l'imprimerie chimique), vers 1810) [7],[4]
- Trio pour piano, violon et violoncelle en fa majeur (opus 87, P XIII:3, publié à Vienne par Steiner en 1811)[5]

### Duos
Deux violons
- 3 duos (en mi bémol majeur, ut majeur et fa majeur, opus 1, P XIV: 1-3[5])
- 3 duos (en mi bémol majeur, sol majeur et si bémol majeur, opus 6, P XIV:4-6, publié par Pleyel vers 1799)[4]
- 3 duos concertants (en la majeur, ut majeur et fa mineur, opus 22, P XIV: 7-9)[16],[12]
- 3 duos (en si bémol majeur, mi majeur et la bémol majeur, opus 33, P XIV: 10-12, publiés par Andre vers 1803)[16]
- 3 duos (en ré majeur, fa majeur et mi bémol majeur, opus 51, P XIV:13-15, vers 1809[5])
- 3 duos (en la majeur, fa majeur et mi bémol majeur, opus 54, P XIV: 16-18)[14]
- 3 duos (en sol mineur, ut majeur et la majeur, opus 94, P XIV:19-21[14])
- 3 duos (en la mineur, mi majeur et ut majeur, opus 110, P XIV:22-24[5])
- 10 autres duos sans numéro d'opus : en la majeur (P XIV:A1), si bémol majeur (P XIV:B1 et P XIV:B2), ut majeur (P IV:C1), ré majeur (P XIV:D1 et P XIV:D2), mi majeur (P XIV:E1), fa majeur (P XIV:F1 et P XIV:F2) et sol majeur (P XIV:G1)
- 3 duos pour violon (opus 35)[14]

Deux flûtes
- 3 duos (en sol majeur, ré majeur et ut majeur, opus 2, P XV: 1-3)
- 3 duos (en ré majeur, ut majeur et sol majeur, opus 6, P XV: 4-6)
- 3 duos (en la majeur,ré majeur et sol mineur, opus 22, P XV: 7-9)
- 3 duos (en ré majeur, fa majeur et si bémol majeur, opus 33, P XV: 10-12)
- 3 duos (en ré majeur, fa majeur et ut majeur, opus 51, P XV: 13-15)
- 3 duos (en sol majeur, ré majeur et sol majeur, opus 54, P XV: 16-18)
- 12 duettinos en deux livres (P XV:19-30) :
  - Livre I (ut majeur, ré majeur, ut majeur, ut majeur, ré majeur e t sol majeur)
  - Livre II (sol majeur, la majeur, ut majeur, sol majeur, sol majeur et la majeur)

### Sonates pour violon
- Sept variations pour violon et basse en mi bémol majeur (opus 9, P XVI:1[7])
- 13 variations pour violon et basse en si bémol majeur (opus 14, P XVI:2)[12]
- Sonate pour violon et basse continue en ut majeur (opus 15, P XVI:3, publiée par Andre en 1799)[16],[14]
- Sonate pour violon et alto en ré majeur (opus 27, P XVI:4)[5]
- Sonate pour violon et alto en la majeur (opus 29, P XVI:5)[7]
- Variations pour violon (opus 41, P XVI:6, perdu)
- Sonate pour violon avec accompagnement d'un alto (opus 42)
- Sonate pour violon et alto (ou violoncelle) en ut majeur (opus 45, P XVI:7, perdu)
- Variations pour violon et basse en si bémol majeur (P XVI:B1)
- Variations pour violon en ut majeur (P XVI:C1)

### Claviers
- 18 sonatines pour piano et violon (P XVII:1-18), réparties en trois livres : 
  - Livre I (sol majeur, si bémol majeur, ut majeur, ré mineur, mi bémol majeur et la bémol majeur)
  - Livre II (sol mineur, ut majeur, ré majeur, mi bémol majeur, mi bémol majeur et si bémol majeur)
  - Livre III (fa majeur, la majeur, ut majeur, si bémol majeur, sol majeur et ré majeur)
- Polonaise favorite pour piano et violon en fa majeur (P XVII:19)
- P XVIII: 1 - Marches pour piano Op. 31
- P XVIII: 2 - 6 Valses pour piano Op. 94
- P XVIII: 3 - Bürgermarsch pour piano (perdu)
- P XVIII: 4 - Marches pour piano
- P XVIII: 5 - Sonate pour piano à 4 mains en ut majeur
- P XVIII: 6 - Sonate pour piano à 4 mains en sol majeur
- P XVIII: 7 - Sonate pour piano à 4 mains en ré majeur
- P XVIII: 8 - 2 Märsche der Niederösterreichischen Landeswehr pour piano (perdu)
- P XVIII: 9 - Polonaise favorite de Varsovie pour piano en sol majeur
- P XVIII:10 - Polonaise favorite pour piano en fa majeur
- P XVIII:11 - Symphonie Op. 40 pour piano à 4 mains en ré majeur
- P XVIII:12 - Marche funèbre pour piano en si bémol mineur
- P XVIII:13 - Menuet pour piano en ut majeur
- P XVIII:14 - Menuet pour piano en fa majeur
- P XVIII:15 - Rondo pour piano en mi bémol majeur
- P XVIII:16 - Menuet pour piano en ré majeur
- P XVIII:17 - Danse hongroise pour piano en fa mineur
- P XVIII:18 - Andante pour piano à 4 mains en ut majeur
- P XVIII:19 - 12 danses allemandes pour clavecin
- P XVIII:20 - Quatuor pour deux clavecins en ut majeur
- P XVIII:21 - Quatuor pour deux clavecins en mi mineur
- P XVIII:22 - Quatuor pour deux clavecins en la majeur
- P XVIII:G1 - Allegro pour piano à 4 mains en sol majeur

### Sacrées
- 4 messes : en ut majeur (opus 108, P XIX:1, pour quatre chanteurs solistes, deux violons, altos, flûte, hautbois, 2 clarinettes, 2 bassons, 2 cors, 2 trompettes, tambours, violoncelle, contrebasses et orgue, publié en 1824), en ré mineur (P XIX:2, publiée à Florence par Presso Ferdinando Lorenzi en 1842) et 2 autres en ut majeur (P XIX:3 et 4)
- 3 Pange lingua : en ré majeur (P XX:1), en mi bémol majeur (P XX:2) et en si bémol majeur (P XX:3)
- Offerimus tibi en ré majeur (P XX:4)